# Neuhaus (Föritztal)
Neuhaus ist eine Gemarkung des Ortsteils Neuhaus-Schierschnitz der Gemeinde Föritztal im Landkreis Sonneberg in Thüringen.

## Lage
Neuhaus liegt im äußersten Süden Thüringens in einem Seitental der Föritz auf der Westseite des Tales.
Es hat Anschluss an die Bundesstraße 89 und befindet sich in den kupierten Vorbergen zum Thüringer Schiefergebirge.

## Geschichte
Am 6. März 1315 wurde das Dorf erstmals urkundlich genannt. Der Marktflecken um die Burg Neuhaus war zu hennebergischer und wettinischer Zeit ein Amtssitz der Pflege Coburg. Das Dorf wurde 1923 mit den Nachbarorten Buch, Gessendorf, Mark und Schierschnitz zur Gemeinde Neuhaus-Schierschnitz verschmolzen. Diese ging am 6. Juli 2018 in der Gemeinde Föritztal auf.